# Massive Cauldron of Chaos
Massive Cauldron of Chaos è il sesto album in studio del gruppo musicale black metal norvegese 1349, pubblicato nel 2014, preceduto dal singolo Slaves.

## Tracce
1. Cauldron – 4:21 (testo: Ravn – musica: Archaon)
2. Slaves – 4:53 (testo: Ravn – musica: Archaon)
3. Exorcism – 5:35 (testo: Ravn, Archaon – musica: Archaon)
4. Postmortem – 4:36 (testo: Ravn – musica: Archaon)
5. Mengele's – 5:58 (testo: Ravn – musica: Archaon)
6. Golem – 1:39 (testo: Ravn, Seidemann, Frost – musica: Archaon, Frost)
7. Chained – 4:51 (testo: Ravn – musica: Archaon)
8. Godslayer – 6:00 (testo: Ravn, Frost – musica: Archaon)

## Formazione
- Ravn - voce
- Archaon - chitarre
- Seidemann - basso
- Frost - batteria